# Negro (bergstopp)
Negro är en bergstopp i Antarktis. Den ligger i Sydshetlandsöarna. Argentina, Chile och Storbritannien gör anspråk på området.
Terrängen runt Negro är kuperad åt nordost, men västerut är den platt. Havet är nära Negro söderut. Trakten är glest befolkad. Närmaste befolkade plats är St. Kliment Ohridski Base, 12,5 km öster om Negro. 